# فوکوچی‌یاما، کیوتو
فوکوچی‌یاما در استان کیوتو در کشور ژاپن واقع شده است که دارای جمعیت ۸۰٬۸۳۶ نفر و مساحت ۵۵۲٫۵۷ کیلومتر مربع با تراکم جمعیت ۱۴۶ نفر در کیلومترمربع است و در تاریخ ۱ آوریل ۱۹۳۷ به عنوان شهر شناخته شد.